# Niepylak mnemozyna
Niepylak mnemozyna (Parnassius mnemosyne) – gatunek motyla dziennego z rodziny paziowatych (Papilionidae).

## Wygląd
Długość przedniego skrzydła 26–30 mm. Skrzydła są czarno-białe, bez barwnych plam. Wyraźny dymorfizm płciowy, samica wyraźnie odróżnia się bardziej rozbudowanym czarnym rysunkiem na skrzydłach, a także żółtawym zabarwieniem przedniej części tułowia i boków odwłoku. Tuż po przepoczwarczeniu podobny kolor mają skrzydła. Ciemno ubarwione pokryte włosami ciało, skrzydła proporcjonalnie większe niż u innych motyli, rzadkie ułożenie łusek, dające wrażenie przezroczystości. Te cechy wspólne wszystkim niepylakom predysponują je do życia w surowszym klimacie. W locie może być wzięty za bielinka kapustnika.
Gąsienice pojawiają się od początku kwietnia do maja, lub – jeśli zimuje gąsienica – od sierpnia do czerwca. Czarne z czerwonymi kropkami larwy żerują pojedynczo wyłącznie w dni słoneczne. Są bardzo płochliwe. Rozwój gąsienic jest bardzo szybki i trwa około 3 tygodnie. Ma to związek z naturą kokoryczy: są one geofitami, ale zanim ich pędy nadziemne zginą, larwy niepylaka zdążą już przepoczwarzyć się w ściółce, w usnutym przez siebie rzadkim oprzędzie.

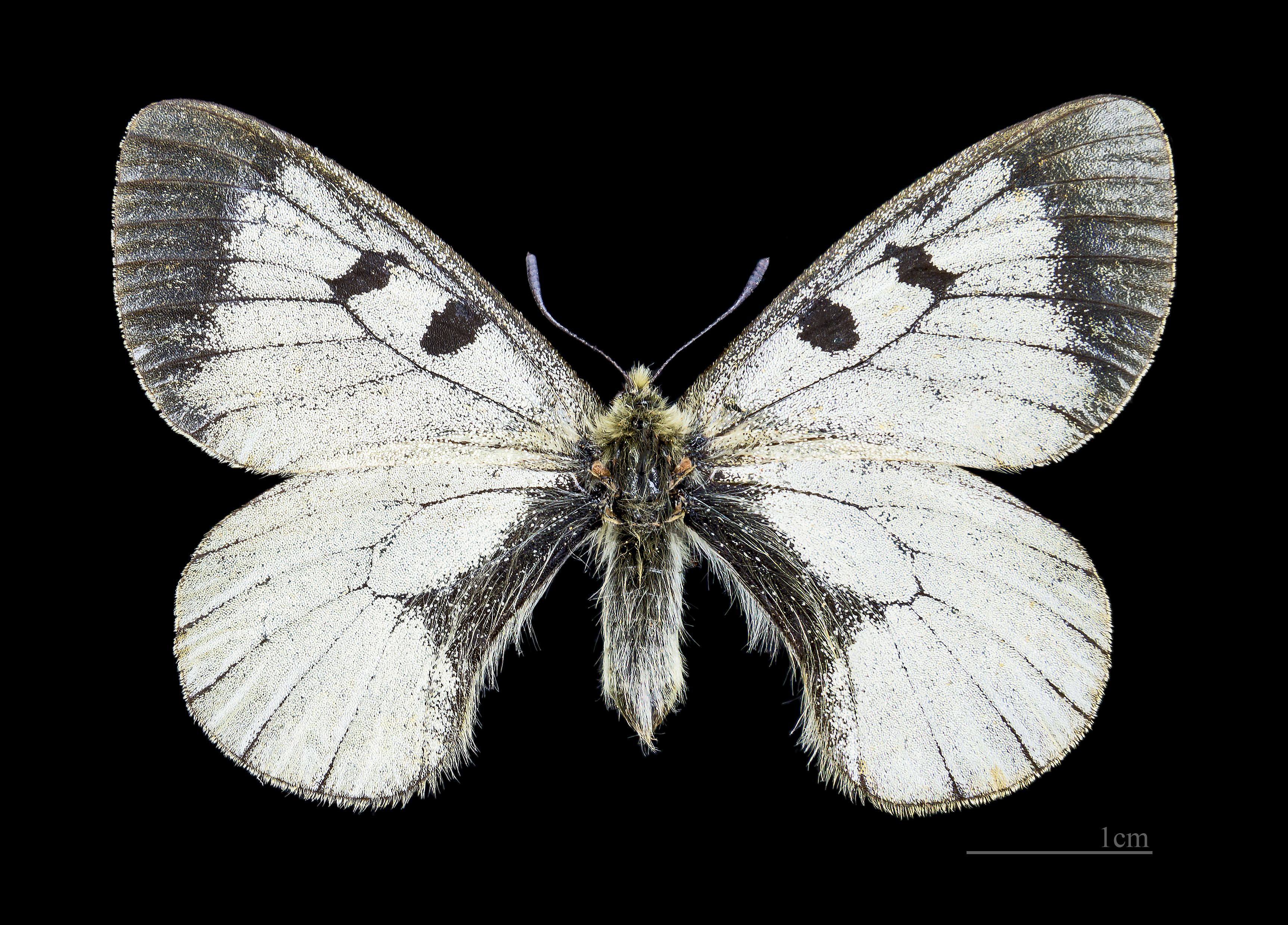
♂
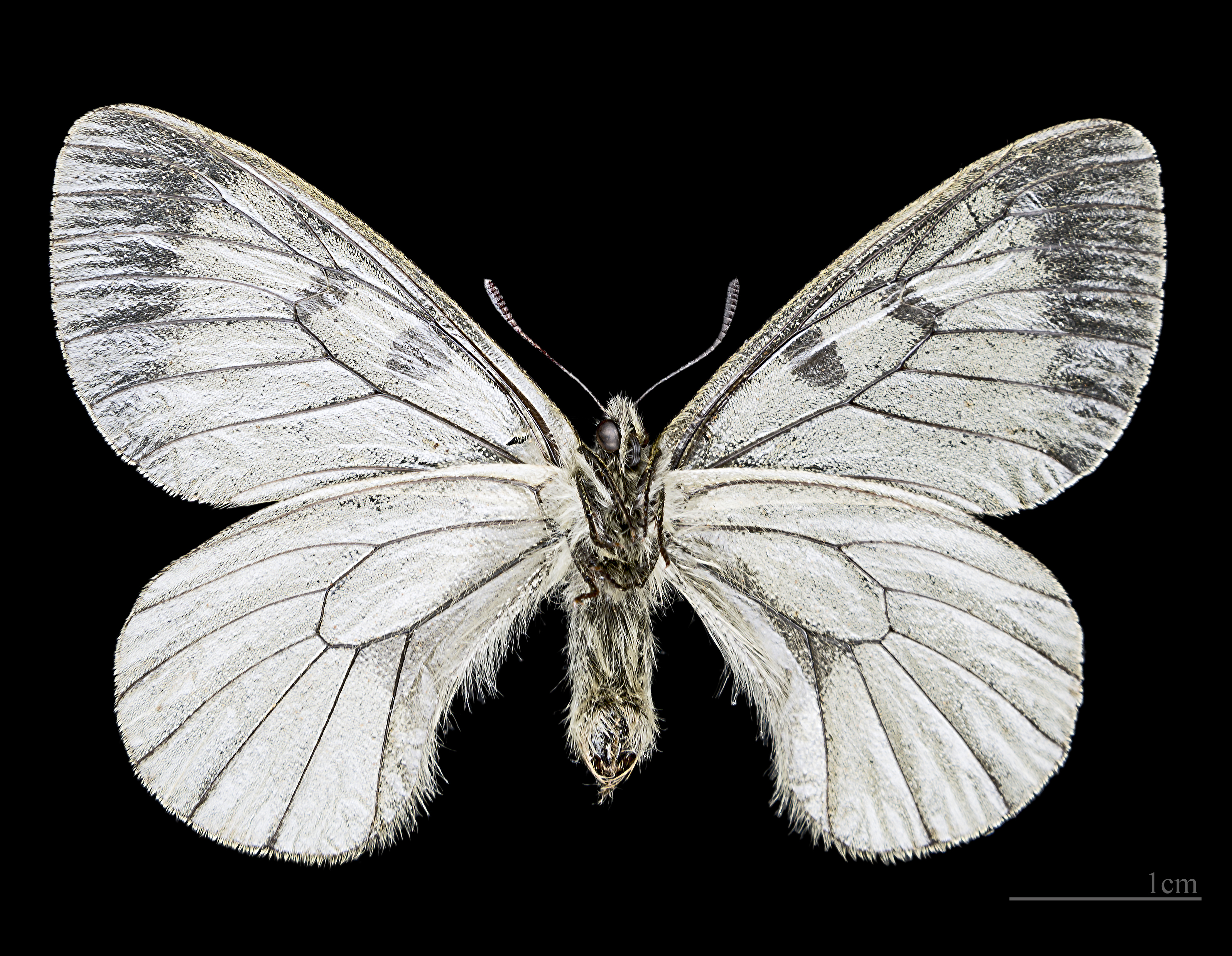
♂ △.
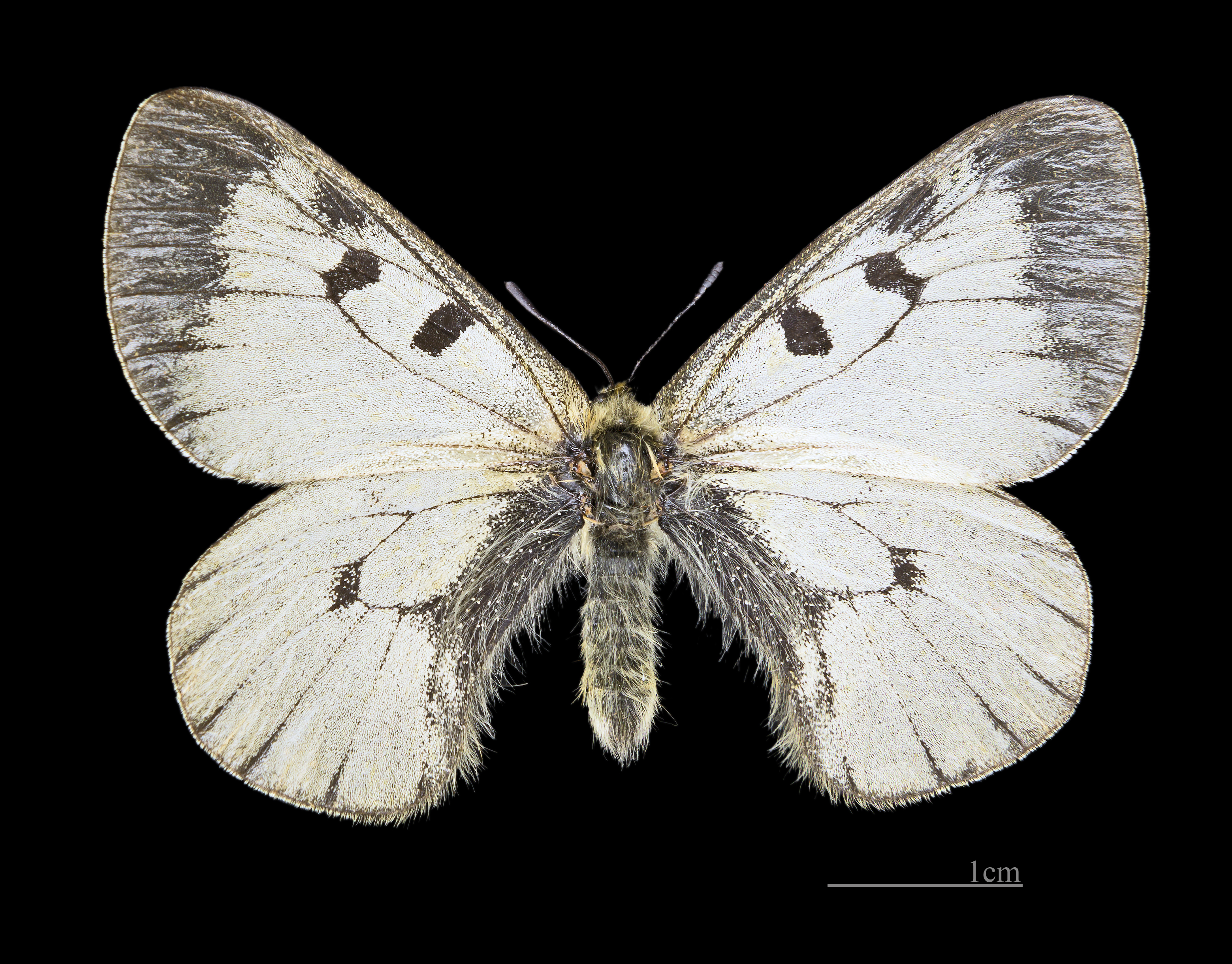
♀
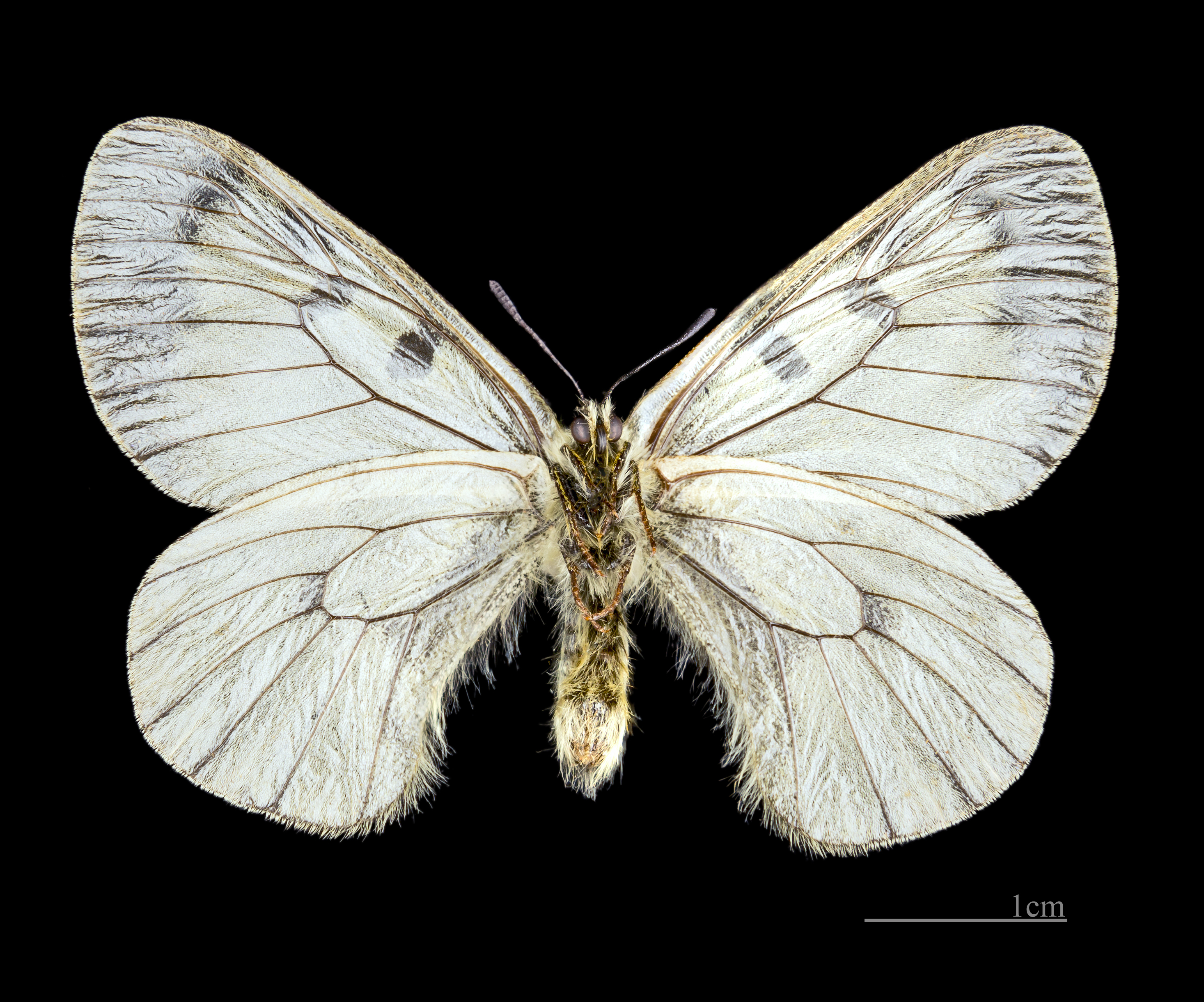
♀ △.

## Biotop
Występują zarówno na nizinach, jak i w górach do wysokości 1500 m n.p.m. Typowym środowiskiem życia są nasłonecznione łąki i polany sąsiadujące z lasem liściastym lub mieszanym. Motyle większą część czasu spędzają na terenie nie osłoniętym koronami drzew, ponieważ są owadami słońcolubnymi.

## Zasięg występowania
Zasięg gatunku obejmuje zachodnią Palearktykę: od Pirenejów przez środkową i północną Europę oraz Turcję po góry Bliskiego Wschodu, Ural, południową Syberię i Tienszan. W Europie mnemozyna osiąga 65°N. Nie występuje na Wyspach Brytyjskich, Danii, i Półwyspie Pirenejskim. Zasięg jego rozmieszczenia nie jest ciągły, ponieważ ściśle uzależniony jest od występowania kokoryczy – roślin, na których żerują larwy.
W Polsce na południu największa populacja zamieszkuje Beskid Niski, Bieszczady, Pieniny i Tatry. W latach 50. XX w. w Beskidzie Niskim występowały jeszcze „rójki” mnemozyny, podczas których obserwowano w jednym miejscu setki osobników. Stwierdzono także obecność tego gatunku w masywie Jaworzyny Krynickiej na terenie Beskidu Sądeckiego. Motyl ten występował również na obszarze Pogórza Ciężkowickiego i Pogórza Dynowskiego. Znacznie rzadszy jest w zachodniej Polsce, gdzie spotkać go można na jednym izolowanym stanowisku w Sudetach. W okolicach Krakowa, gdzie występował w rejonach skałek wapiennych Zwierzyńca i Przegorzał, zaniknął między rokiem 1820 a 1856. W strefie niżowej, najważniejszą ostoję gatunku stanowi Kotlina Biebrzańska. Spotykany jest również w Puszczy Rominckiej, Augustowskiej i Białowieskiej.

## Rozwój

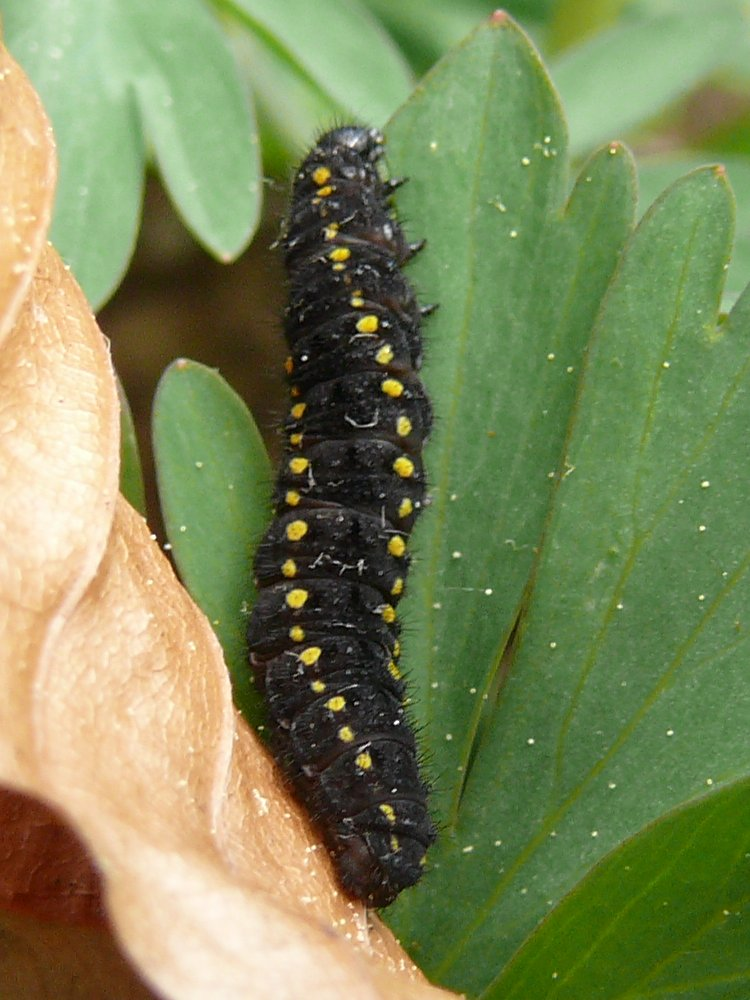
Gąsienica niepylaka mnemozyny

Pojaw osobników dorosłych przypada na drugą połowę maja i pierwszą połowę czerwca, jedynie wyżej w górach przeciąga się do początków lipca. Długość okresu lotów zależy od warunków pogodowych. Przy upalnej pogodzie może ulec skróceniu do kilkunastu dni. W pierwszej fazie, w populacji przeważają samce, a dopiero później proporcje się wyrównują. Samce dokonują lotów patrolowych w poszukiwaniu przesiadujących nisko na roślinach samic. W czasie kopulacji samiec, wydzieliną specjalnego gruczołu, buduje na odwłoku samicy twardą muszelkowatą strukturę zwaną sfragis, sprawiającą, że samica staje się niedostępna dla innych samców.

## Ochrona
Gatunek objęty ochroną ścisłą w Polsce. Podlegał już ustawie o ochronie gatunkowej zwierząt z dn. 4 listopada 1952 r. (Dz. U. R. P., nr 45, poz. 307). Ujęty jest również w załączniku IV dyrektywy siedliskowej i konwencji berneńskiej.